# Sicilský román
Sicilský román (1790, A Sicilian Romance) je gotický román anglické preromantické spisovatelky Ann Radcliffové. Stejně jako své předchozí dílo, román Hrad Athlin a hrad Dunbayne (1789, The Castles of Athlin and Dunbayne) vydala autorka i tento román anonymně, ale na rozdíl od předešlého byl velmi úspěšný. Dílo je zmíněno v parodii na gotický román Jane Austenové Opatství Northanger.

## Obsah románu
Román začíná Prologem, ve kterém autorka vypráví, jak na svých cestách
po cizině navštívila na severním pobřeží Sicílie zříceniny hradu, který kdysi patřil urozenému rodu Mazzini, a jak tam potkala mnicha, který jí sdělil, že s hradem je spjat chmurný příběh. Když jej chtěla znát, domluvil jí schůzku s převorem jeho kláštera, který jí dovolil udělat si výpisky z kroniky, která tento příběh ze sklonku 16. století popisuje. Na těchto výpiscích je založeno další vyprávění.
Hlavní hrdinkou románu je dívka Julie, mladší dcera markýze Mazziniho. Má ještě starší sestru Emílii a bratra Ferdinanda. O matku přišla v útlém dětství. Zpupný, prchlivý markýz neblaze působil na její mírnou a citlivou povahu svou nerudností a nevšímavostí a, jak se mnozí domnívali, jí ukrátil život. Brzy se pak oženil s krásnou Marií de Vellorno, nesmírně lstivou a poživačnou ženou. Odjel s ní do Neapole a výchovu dívek nechal na madame de Menon, která je milovala jako své vlastní.
Julie se zamiluje do Ferdinandova přítele, hraběte Hippolyta de Verezy, ale ke svému zděšení zjistí, že ji otec, který se vrátil na hrad, chce provdat za vévodu de Luova. Rozhodne se proto za Ferdinandovy pomoci s Hippolytem uprchnout. Útěk zmaří markýz, který jej předpokládal, a Hippolyta probodne. Jeho zkrvavené tělo odnesou jeho služebníci na loď a odplují do Itálie. Ferdinanda nechá markýz uvěznit a Julii zavře v jednom z pokojů, kde má čekat na svůj svatební den. Když ten den nastane, je pokoj prázdný, protože Julie z něj tajemně unikla (ve skutečnosti jí pomohla její služebná se svým milým).
Markýz a vévoda se snaží Julii najít. Ta se nejprve skrývá v klášteře, ale postupně musí prchat i z dalších úkrytů, až se nakonec pomocí tajné chodby ukryje v opuštěném jižním křídle hradu Mazzinni, se kterým jsou spjaty podivné úkazy (tajemné světlo v oknech a nevysvětlitelný nářek). Najde zde uvězněnou svou matku, o které se domnívala, že je mrtvá. Markýz ji nechal uvěznit a prohlásit za mrtvou, aby se mohl oženit s Marií de Vellorno. Světlo bylo od markýzovy lucerny, když jí v noci nosil jídlo, a nářek byl pláč uvězněné nad svým osudem. Jule s matkou zůstanou v hradu, protože nevědí, kam by se uchýlily.
Markýz zjistí, že je mu Marie nevěrná, a ta z obavy z odhalení markýze otráví a sama sebe probodne. Než markýz zemře, přizná se svému synovi Ferdinandovi, že jeho matku uvěznil, a předá mu klíče od její cely. Ten ji však najde prázdnou, protože jeho matka i s Julií byla zachráněna Hippolytem, který své zranění přežil a po uzdravení se vrátil, aby Julii našel, a objevil přitom tajnou chodbu do hradu. Všichni odjedou do Neapole, kde se Julie a Hippolytus vezmou. Hrad zůstane od té doby opuštěný a zchátrá.

## Česká vydání
- Sicilský román, In: Anglický gotický román. Praha: Odeon 1970. přeložila Hana Skoumalová.
- Sicilský román, Praha: Městská knihovna v Praze 2019, přeložila Hana Skoumalová, elektronická kniha.

## Rozhlasové zpracování
V roce 2023 byl román v překladu Hany Skoumalové zpracován v Českém rozhlasu jako dvanáctidílná četba na pokračování. Připravil Adam Svozil, v režii Petra Mančala četla Tereza Hofová.